# Aero A-10
De Aero A-10 (Ook bekend als A.10) was een Tsjechoslowaaks passagiersvliegtuig gebouwd door Aero. Het eerste exemplaar vloog op 3 januari 1922. Het toestel kon drie passagiers meenemen in een gesloten cabine. Drie opklapbare tafels konden, als het nodig was, nog drie extra passagiers plaats bleden. De A-10 was een van de eerste vliegtuigen van ČSA dat van 1923 tot 1928 vijf stuks vloog. Deze hadden de registraties; L-BALA, L-BALB, L-BALC, L-BALD en L-BALE. De toestellen werden op de lijn Praag – Bratislava ingezet.

## Specificaties
- Bemanning: 1, de piloot
- Capaciteit: standaard 3 passagiers, maximaal 6 passagiers
- Lengte: 10,14 m
- Spanwijdte: 14,17 m
- Vleugeloppervlak: 49 m²
- Leeggewicht: 1 472 kg
- Maximum opstijggewicht: 2 260 kg
- Motor: 1× Maybach Mb.IVa, 190 kW (260 pk)
- Maximumsnelheid: 160 km/h
- Kruissnelheid: 130 km/h
- Bereik: 520 km
- Plafond: 5 800 m